# Augusta (Missouri)
Augusta è un comune degli Stati Uniti d'America, situato nello Stato del Missouri, nella contea di Saint Charles.